# Хидроелектрана Кокин Брод
Хидроелектрана Кокин Брод је хидроелектрана прибранског типа и једна је од хидроелектрана које чине део енергетског система Лимске хидроелектране. Због својих димензија спада у ред највећих брана ове врсте у Србији. Попуњавањем акумулације настало је ново и најмлађе Златарско језеро. Настанком језера село Кокин брод је престало да постоји 1961. године. Наредне, 1962. године хидроелектрана је почела са радом.

## Историјат
Упоредо са изградњом ХЕ Бистрица, започели су радови на изградњи ХЕ Кокин Брод. Хидроелектрана Кокин Брод почела је са радом 1962. године. Пуњењем акумулације настало је вештачко Златарско језеро на месту које је пре тога заузимало село Кокин Брод. Главни задатак ове акумулације је да у маловодном периоду претежно изравна енергетски, а делом и хидролошки, остале низводне хидроелектране на Дрини и Лиму. То доводи до повећања производње низводних хидроелектрана. 
Значајан грађевински подухват била је изградња тунела дужине око 8 km и цевовода дужине 1.350 m. На градилишту ХЕ Кокин Брод радило је око 1.500 људи. Током изградње живот је изгубило 15 радника, иако је сама градња била механизована. Хидроелектрана је пуштена у рад у марту 1962. године. Тада су били завршени сви главни радови на објектима Хидросистема Кокин Брод – Бистрица.

## Брана Кокин Брод
Брана Кокин Брод грађена је у периоду од 1955. до 1961. године. У питању је насути објекат од камена са глиненим језгром дужине 1.260 m. У време градње била је једна од најдужих насутих земљаних брана у Европи.